# دیلان کیسی
دیلان کیسی (انگلیسی: Dillon Casey؛ زادهٔ ۲۹ اکتبر ۱۹۸۳) یک هنرپیشه اهل ایالات متحده آمریکا است. وی از سال ۲۰۰۱ میلادی تاکنون مشغول فعالیت بوده‌است.
از فیلم‌های معروف او می‌توان به بازی در فیلم عهد و بیش از حد جوان بودن برای ازدواج اشاره کرد.